# Pogromo de Kaunas

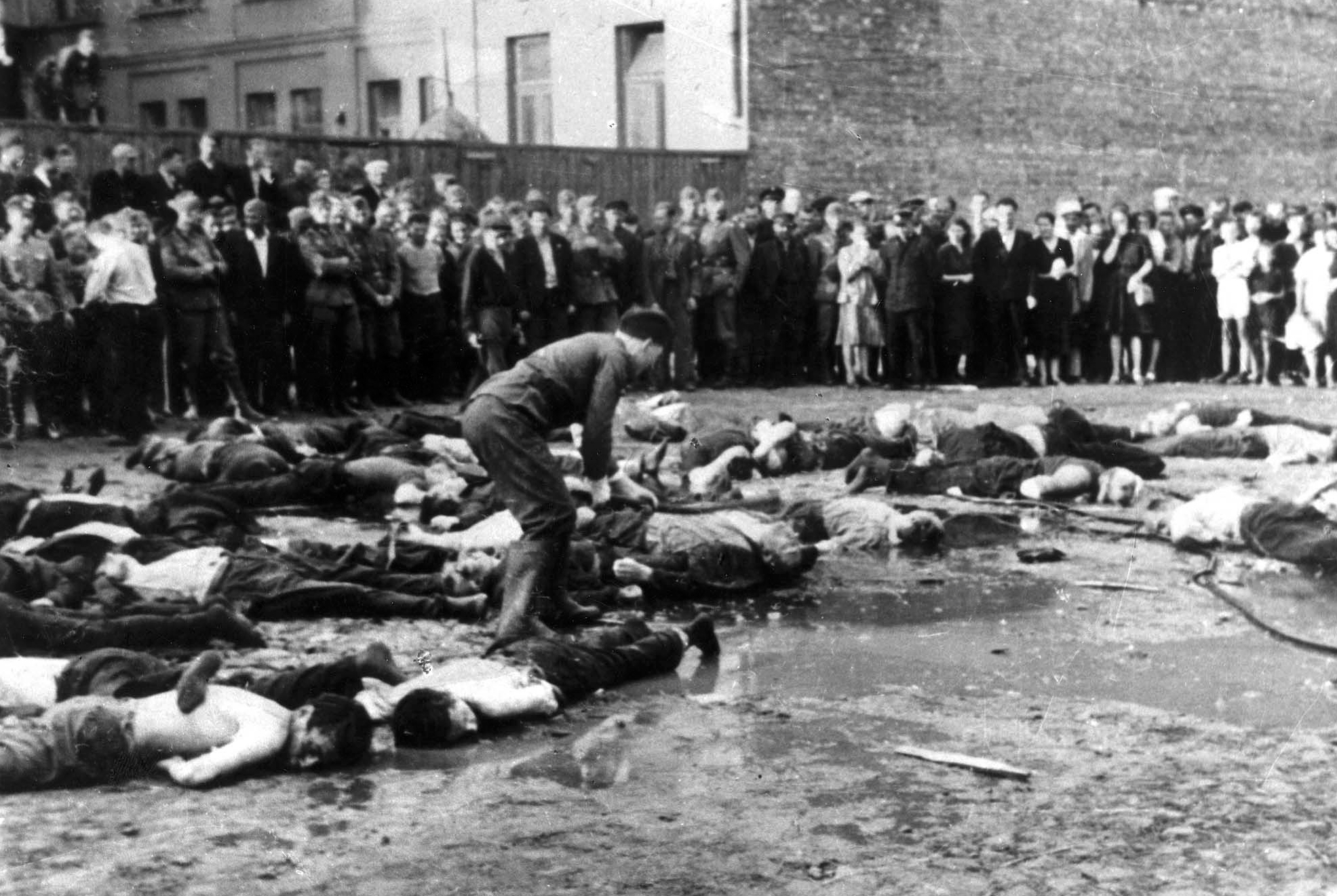
Civiles lituanos y soldados alemanes viendo la masacre de 68 judíos en el garaje Lietūkis de Kaunas el 25 o 27 de junio de 1941.

El pogromo de Kaunas fue una masacre de judíos que vivían en Kaunas, Lituania, que tuvo lugar del 25 al 29 de junio de 1941; los primeros días de la Operación Barbarroja y la ocupación nazi de Lituania. El incidente más infame ocurrió en el garaje de la sección Kaunas de la NKVD, un garaje nacionalizado de Lietūkis, donde varias docenas de hombres judíos, supuestamente relacionados con la NKVD, fueron torturados públicamente y ejecutados el 27 de junio frente a una multitud de hombres, mujeres y niños lituanos. El incidente fue documentado por un soldado alemán que fotografió el evento cuando un hombre, apodado el "Death Dealer", golpeó a cada hombre hasta matarlo con una barra de metal. Después de junio, se llevaron a cabo ejecuciones sistemáticas en varios fuertes de la Fortaleza de Kaunas, especialmente en el Séptimo y Noveno Fuerte .

## Contexto

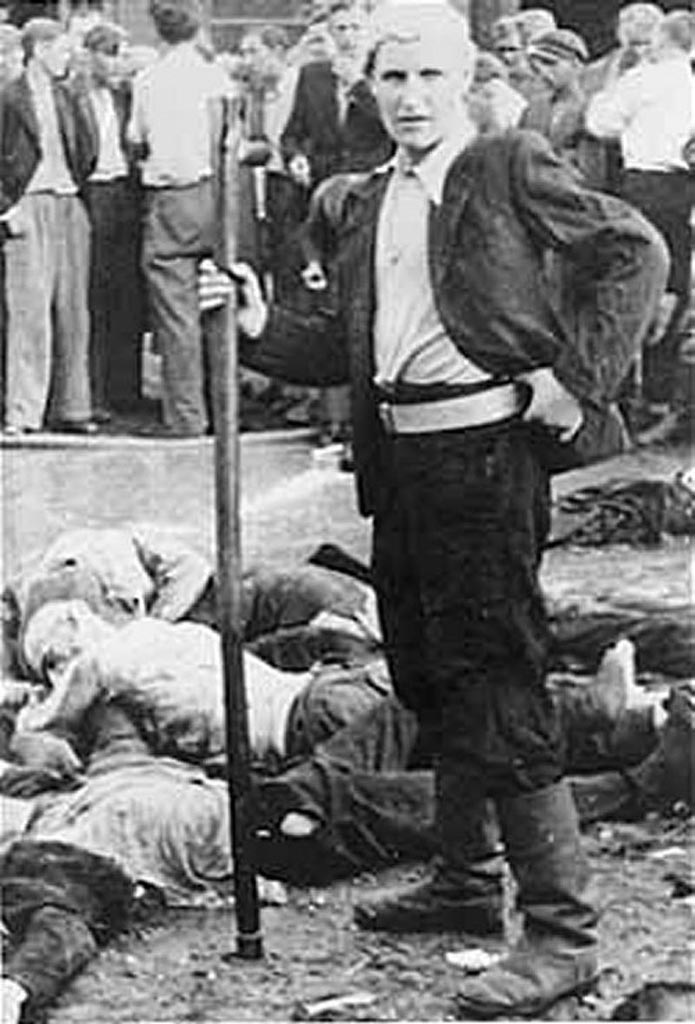
Un perpetrador desconocido (apodado "Death Dealer") en la masacre en el garaje de Lietūkis, aunque se conocen los posibles nombres.

El Frente Activista Lituano (LAF), una organización de liberación nacional que operaba dentro de la Lituania soviética, tomó el control de la ciudad  y gran parte del campo lituano en la tarde del 23 de junio de 1941. El Brigadeführer de las SS nazi, Franz Walter Stahlecker, llegó a Kaunas la mañana del 25 de junio. Visitó la sede de la Policía de Seguridad de Lituania y pronunció un largo discurso antisemita alentando a los lituanos a resolver el "problema judío". Según el informe de Stahlecker del 15 de octubre, los lituanos locales no estaban entusiasmados con el pogromo, por lo que tuvo que utilizar a Algirdas Klimaitis y sus hombres. Klimaitis controlaba una unidad paramilitar de aproximadamente 600 hombres que fue organizada en Tilsit por SD y no estaba subordinada a las LAF. 

## Masacre

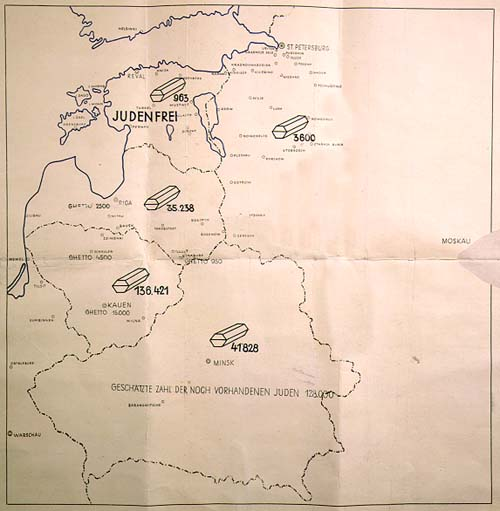
Mapa enviado por Stahlecker a Heydrich, el 31 de enero de 1942, que ilustra los asesinatos de judíos en 1941 en los estados bálticos bajo el mando de Stahlecker

A partir del 25 de junio, unidades organizadas por los nazis atacaron a civiles judíos en Slabodka (Vilijampolė), el suburbio judío de Kaunas que albergaba la mundialmente famosa Yeshivá de Slabodka. Según el rabino Ephraim Oshry, había alemanes presentes en el puente a Slobodka, pero fueron los voluntarios lituanos quienes mataron a los judíos. El rabino de Slobodka, Rav Zalman Osovsky, fue atado de pies y manos a una silla, "luego su cabeza fue colocada sobre un volumen abierto de gemora (volumen del Talmud) y [ellos] cortaron su cabeza", después de lo cual asesinaron su esposa e hijo. Su cabeza fue colocada en una ventana de la residencia, con un cartel: "Esto es lo que haremos con todos los judíos". 
El 28 de junio de 1941, según Stahlecker, 3.800 personas habían muerto en Kaunas y otras 1.200 en otras ciudades de la región inmediata.

## Controversia

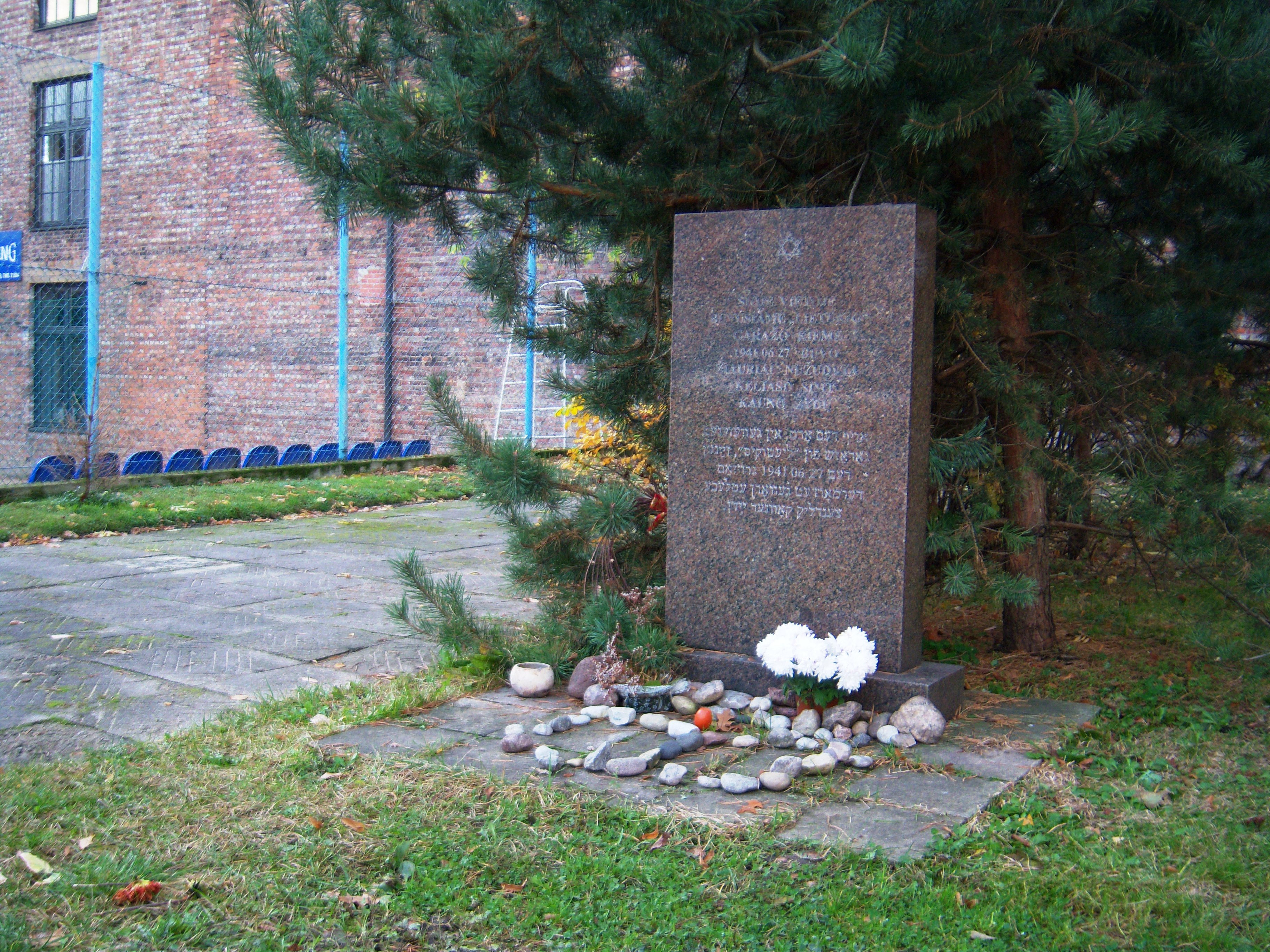
Monumento al pogromo de Kaunas

Existe controversia sobre quién fue el principal responsable de iniciar las masacres: los lituanos locales o los funcionarios nazis.
Las memorias de los testigos del evento dicen que los soldados nazis alemanes en uniforme participaron en las sádicas torturas y masacres de Lietūkis, pero también fueron acompañados por algunos lituanos que fueron liberados recientemente de la prisión de Kaunas.
Algunos lituanos citan el informe de Franz Walter Stahlecker del 15 de octubre a Heinrich Himmler. Stahlecker escribió que había logrado encubrir las acciones del Vorkommando (unidad de vanguardia alemana) y lo hizo parecer como una iniciativa de la población local. 
Otros autores afirman que las masacres comenzaron incluso antes de que llegaran los alemanes. Señalan que las ejecuciones tuvieron lugar en el campo y no solo en la ciudad de Kaunas. El infame Death Dealer con cabello rubio podría no haber sido un lituano, sino un nazi alemán, Joachim Hamann, que en ese momento actuaba en el territorio.